# Stotesbury
Stotesbury és una població dels Estats Units a l'estat de Missouri. Segons el cens del 2000 tenia 43 habitants.

## Demografia
Segons el cens del 2000, Stotesbury tenia 43 habitants, 14 habitatges, i 11 famílies. La densitat de població era de 150,9 habitants per km².
Dels 14 habitatges en un 42,9% hi vivien nens de menys de 18 anys, en un 57,1% hi vivien parelles casades, en un 28,6% dones solteres, i en un 14,3% no eren unitats familiars. En el 14,3% dels habitatges hi vivien persones soles el 7,1% de les quals corresponia a persones de 65 anys o més que vivien soles. El nombre mitjà de persones vivint en cada habitatge era de 3,07 i el nombre mitjà de persones que vivien en cada família era de 3,25.
Per edats la població es repartia de la següent manera: un 32,6% tenia menys de 18 anys, un 2,3% entre 18 i 24, un 23,3% entre 25 i 44, un 25,6% de 45 a 60 i un 16,3% 65 anys o més.
L'edat mediana era de 40 anys. Per cada 100 dones de 18 o més anys hi havia 93,3 homes.
La renda mediana per habitatge era de 23.438 $ i la renda mediana per família de 17.083 $. Els homes tenien una renda mediana de 21.250 $ mentre que les dones 28.750 $. La renda per capita de la població era de 9.543 $. Entorn del 22,2% de les famílies i el 19% de la població estaven per davall del llindar de pobresa.

## Poblacions més properes
El següent diagrama mostra les poblacions més properes.